# 木下貴夫
木下 貴夫（きのした たかお、1943年2月8日 - ）は、日本の俳優。ニチエンプロダクション所属。福島県出身。

## 出演

### 映画
- Love Junk! - 元じいさん役
- 純喫茶磯辺（吉田恵輔監督）
- のんちゃんのり弁（緒方明監督）
- ディア・ドクター（西川美和監督） - 正役
- 猿ロック（前田哲監督） - 魚屋役
- テルマエ・ロマエ（武内英樹監督） - グルメの大西役
- テルマエ・ロマエII（武内英樹監督） - グルメの大西役

### テレビ
- NHK
  - 大河「天地人」 - 樋口家の小者役
- 日本テレビ
  - CAとお呼びっ! 最終話 - 乗客役
  - 日本テレビ開局55周年スペシャルドラマ「東京大空襲」
  - 猿ロック - 魚屋役
- TBS
  - ドラマ30「ナツコイ」 - 老人役
  - 華和家の四姉妹 第1.5話 - 五郎役
  - サマーレスキュー 第1話 - そば屋の店主役
- フジテレビ
  - 1リットルの涙 最終話 - 白井年男役
  - 金曜プレステージ「外科医 鳩村周五郎〜闇のカルテIV〜」 - 老人役
  - セレブと貧乏太郎 第9話
  - メイちゃんの執事 第1話
  - 恋して悪魔〜ヴァンパイア☆ボーイ〜 第2話 - 老人役
  - リーガル・ハイ - 田沼幸吉役
- テレビ朝日
  - ナサケの女 第7話 - 店主役
  - 和田家の男たち 第3話
  - 家政夫のミタゾノ 第5シリーズ 第2話 - 三木金治 役
- テレビ東京
  - サギ師 りり子
  - 好好!キョンシーガール 第5話 - 笠売りの老人役
- BS日テレ
  - アカデミーヒルズ 第2の人生

### CM
- ダイワハウス - おじさん役
- SHOP99 おじいちゃん篇
- U-CAN - パソコン受講者役
- アメリカンホームダイレクト祖父と孫篇

### その他
- NTTコミュニケーションズ「留守番モニター」WEBCM - 社長役
- 陣内智則・単独ライブ「NETAJIN2」 〜コント・犬〜